# 立陶宛银行
立陶宛银行，立陶宛共和国的中央银行，為歐洲央行系統的成員。现任行长是维塔斯·瓦里雅科伊斯。